# إغناثيو سافيدرا
إغناثيو سافيدرا (بالإسبانية: Ignacio Saavedra) (12 يناير 1999 في تشيلي - ) هو لاعب كرة قدم تشيلي في مركز الوسط. لعب مع نادي أونيفرسيداد كاتوليكا.

## وصلات خارجية
- إغناثيو سافيدرا على موقع قاعدة بيانات كرة القدم.إي يو (الإنجليزية)
- إغناثيو سافيدرا على موقع ناشيونال فوتبول تيمز (الإنجليزية)
- إغناثيو سافيدرا على موقع Soccerway.com (الإنجليزية)
- إغناثيو سافيدرا على موقع عالم كرة القدم.نت (الإنجليزية)